# آلکانییس
آلکانییس (به اسپانیایی: Alcañiz) یک شهرستان در اسپانیا است که در Bajo Aragón واقع شده‌است.

## خصوصیات
آلکانییس ۴۷۲٫۱۲ کیلومترمربع مساحت و ۱۶٬۳۹۲ نفر جمعیت دارد و ۳۴۰ متر بالاتر از سطح دریا واقع شده‌است.